# Domkerk van Oulu
De Domkerk van Oulu (Fins: Oulun tuomiokirkko) is de zetelkerk van het bisdom Oulu van de Evangelisch-Lutherse Kerk van Finland. Het kerkgebouw staat in het centrum van Oulu, Finland.

## Geschiedenis

#### De eerste kerk
Een eerste houten kerk werd in de jaren 1610 op de plaats van de huidige kathedraal gebouwd. In dezelfde periode verrees eveneens een vrijstaande klokkentoren. De eerste klok in de toren werd door Jakob De la Gardie als oorlogsbuit meegenomen uit Novgorod, waar ze was gegoten in 1175. Na de verwoesting van de toren in 1728 werd nog hetzelfde jaar een nieuwe toren gebouwd door Johan Knubb. Knubb's toren bleef tot de grote brand van 1822 staan.
Tijdens de Grote Noordse Oorlog raakte de kerk zodanig in verval dat een restauratie geen optie meer was. Al in 1750 stond de kerk als zwaar verwaarloosd geboekstaafd, maar het zou nog eens 20 jaar duren vooraleer er een nieuwe kerk kon worden gebouwd.

#### De tweede kerk

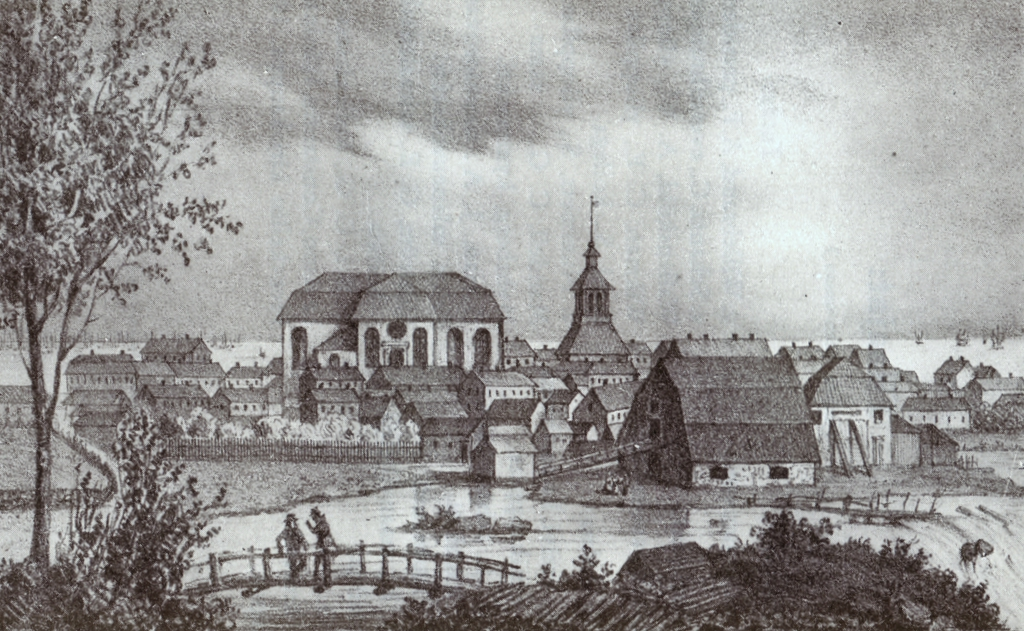
De kerk voor de stadsbrand van 1822

Omdat steen duur bouwmateriaal was, wilden de bewoners liever een nieuwe kerk van hout. Koning Adolf Frederik verordonneerde echter dat er een stenen kerk moest worden gebouwd. De onder leiding van Daniel Hagman gebouwde kerk werd met het vieren van kerst 1777 plechtig in gebruik genomen. De kerk kreeg als eerbetoon aan koning Gustaaf III van Zweden de naam van diens vrouw: Sofia Magdalena. Alhoewel de kerk sinds 1777 werd gebruikt, duurden de bouwwerkzaamheden nog lang voort. Een groot deel van de voorwerpen van de kerk werden van de oude kerk overgenomen. Met ruimte voor 2400 gelovigen bood de nieuwe kerk plaats aan de hele bevolking van Oulu.
Tijdens de stadsbrand van 1822 brandde deze kerk met uitzondering van de stenen muren geheel af.

#### De huidige kerk
Nadien werd de domkerk tot 1832 op de oude fundamenten herbouwd naar een neoclassicistisch ontwerp van de Duits-Finse architect Carl Ludvig Engel. De klokkentoren met een hoogte van 56,5 meter werd in 1845 voltooid.
In 1900 werd het kerkgebouw de kathedraal, toen de zetel van het bisdom van Kuopio naar Oulu werd verplaatst.

## Afbeeldingen

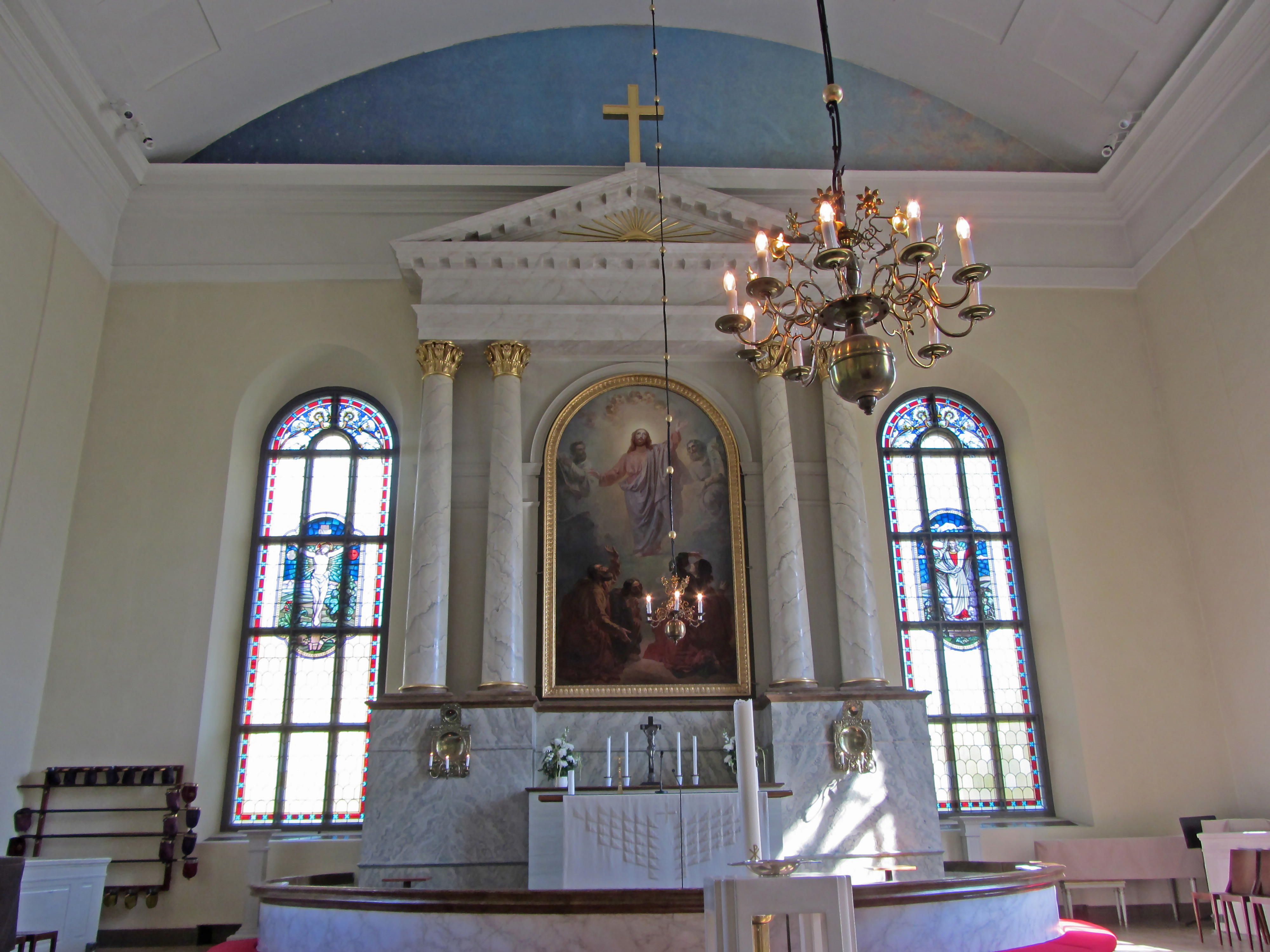
Altaar met een schilderij van de verrezen Christus van Robert Wilhelm Ekman (1859)
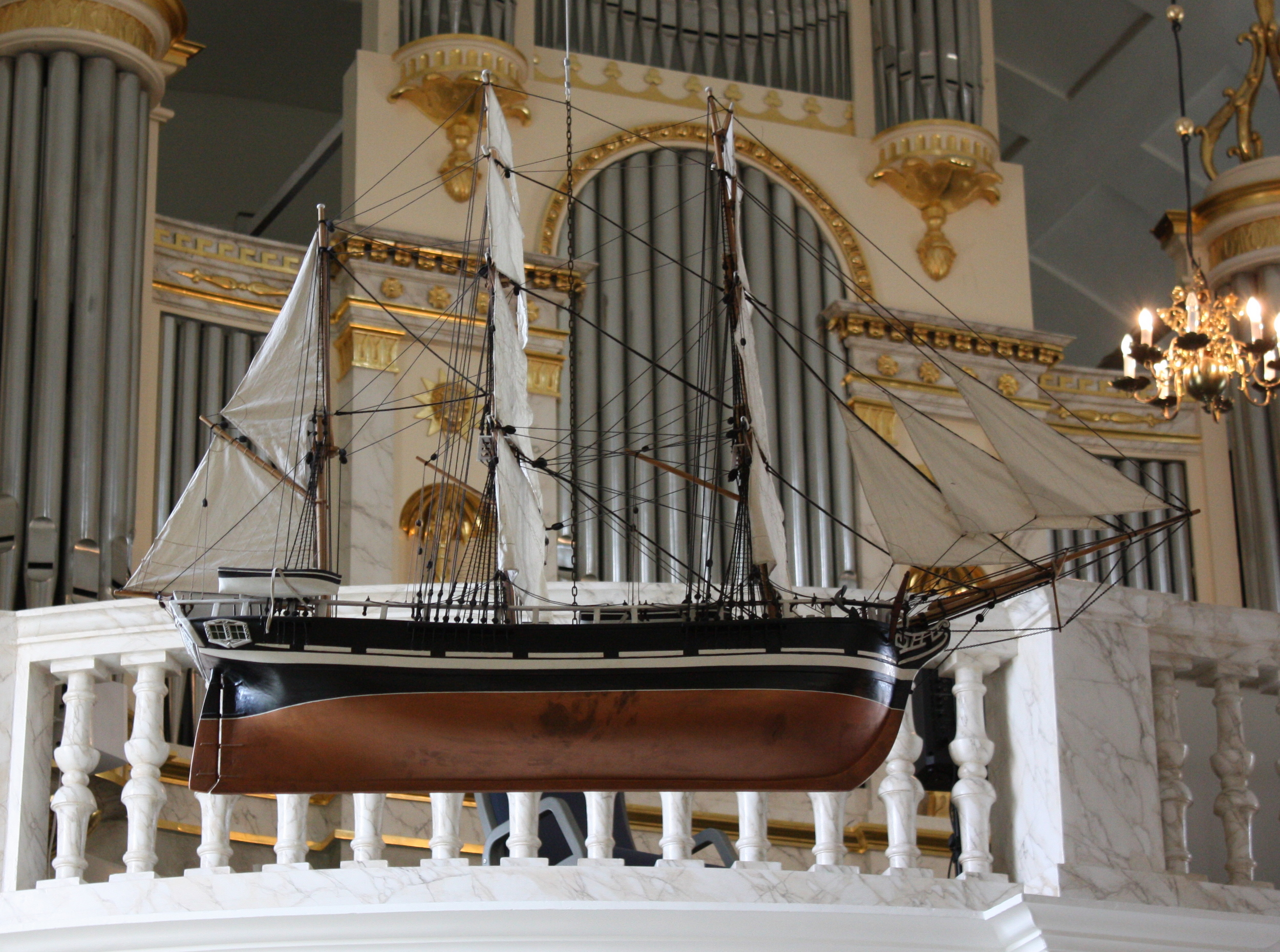
Votiefschip
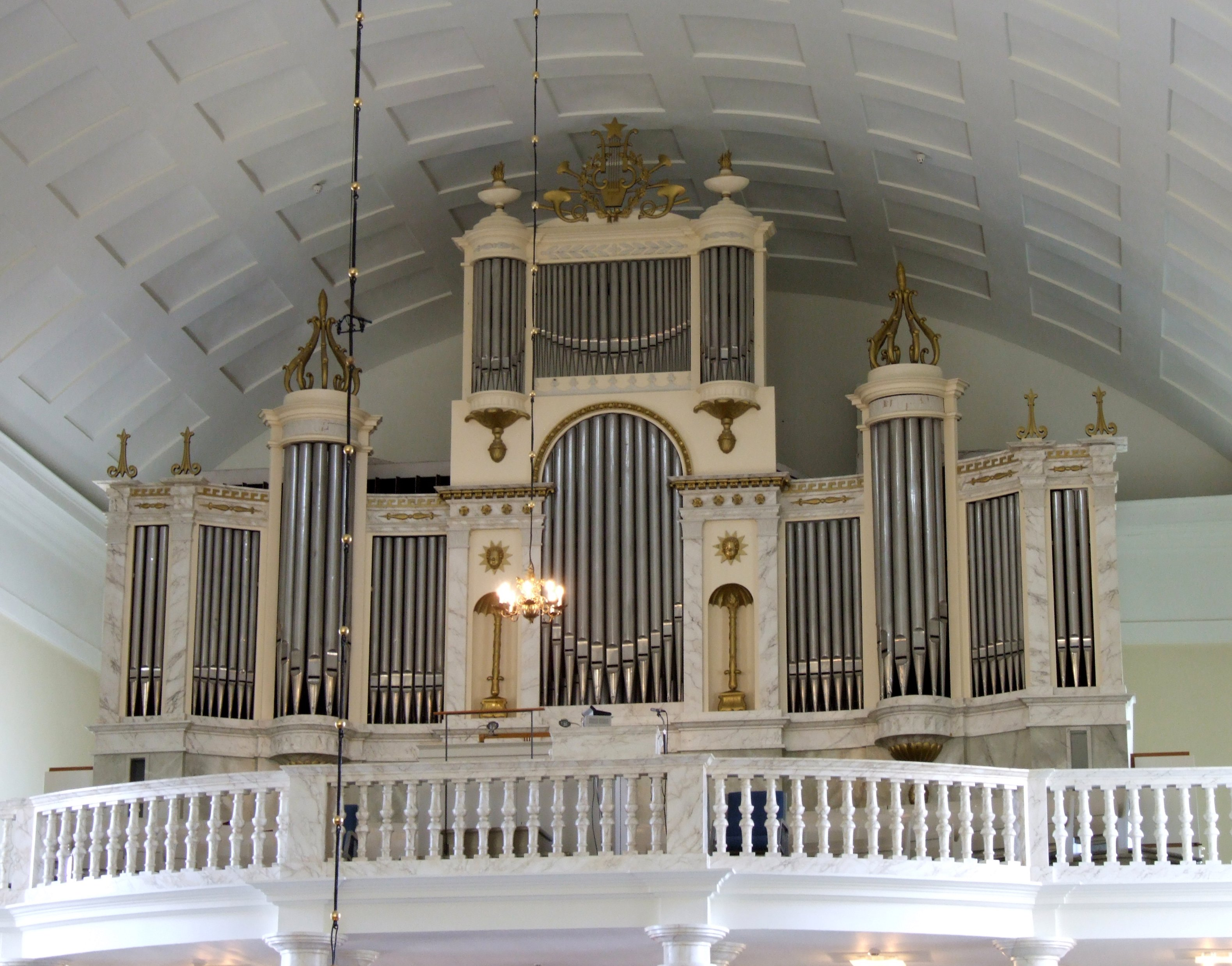
Orgel
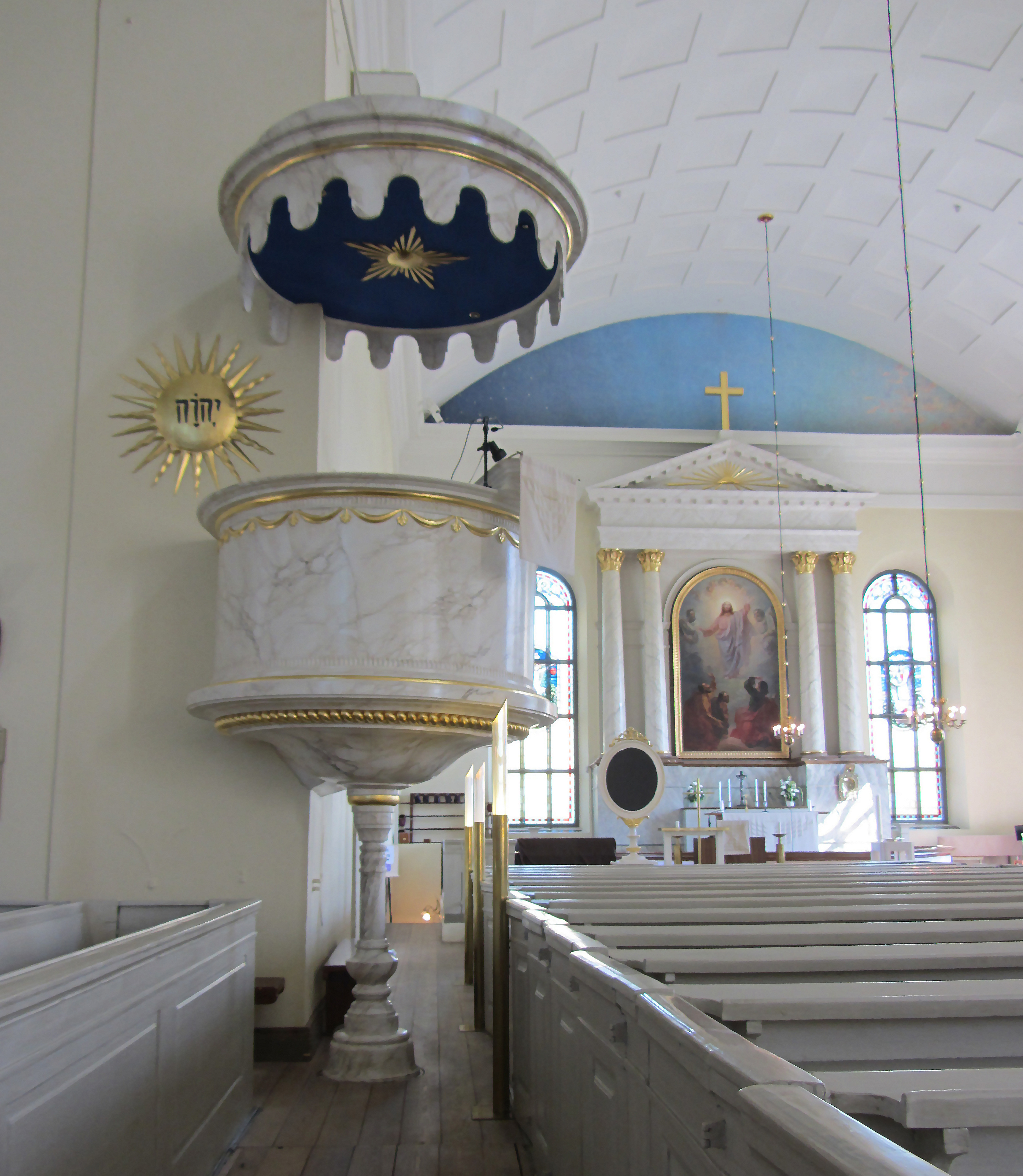
Kansel